# Altes Forsthaus Rehsiepen
Das Alte Forsthaus Rehsiepen ist ein ehemaliges Forsthaus im Rothaargebirge in der Stadt Schmallenberg in Nordrhein-Westfalen. 1885 erbaut, vereint es wohn- und landwirtschaftliche Nutzräume unter einem Dach. In diesem ursprünglichen Bauzustand wurde es von den jetzigen Eigentümern erhalten und als Baudenkmal 2009 in die Stiftung „Altes Forsthaus Rehsiepen“ eingebracht.

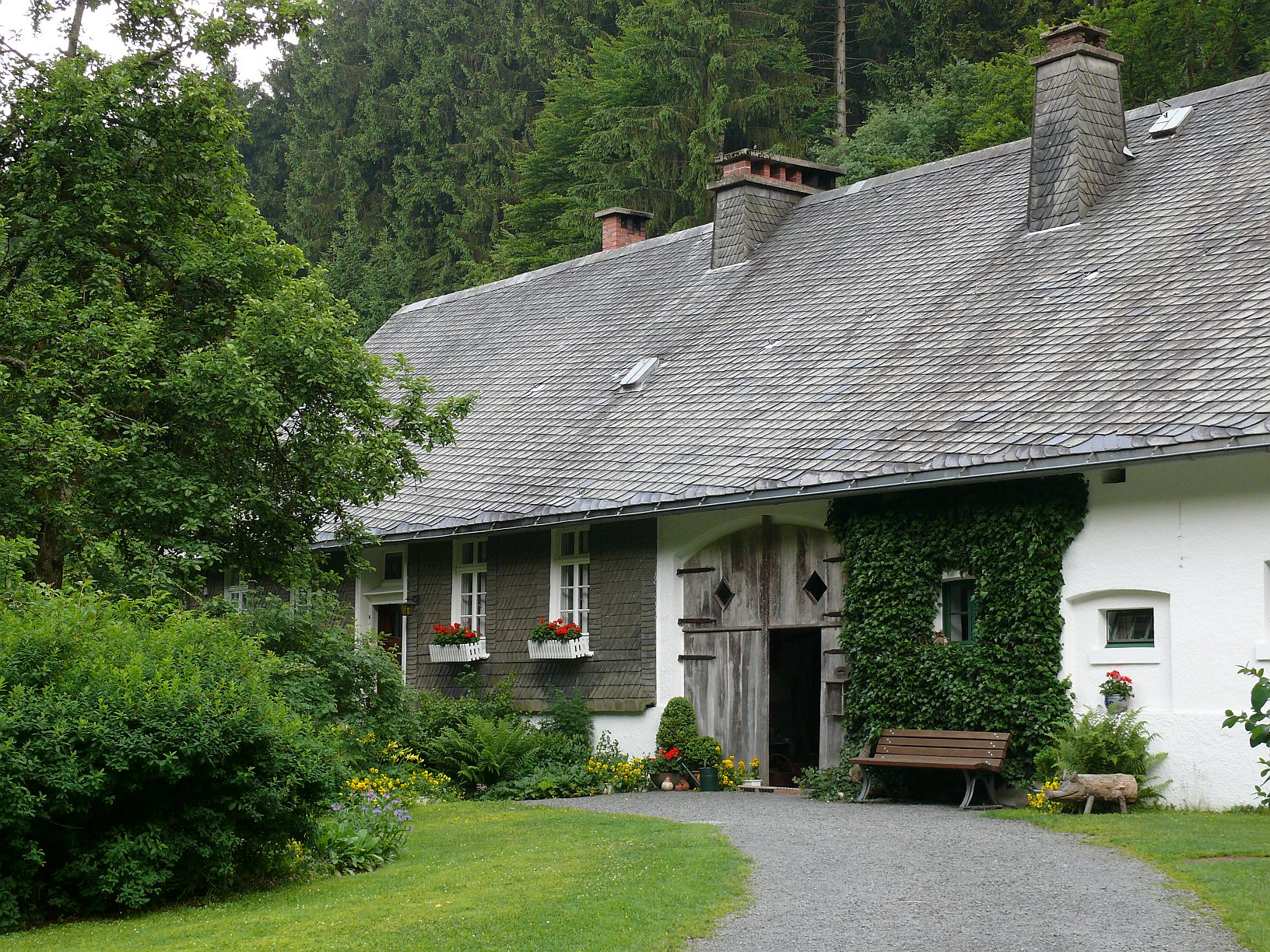
Altes Forsthaus Rehsiepen von 1885. Das Tennentor führt links zum Wohnbereich; rechts liegt der Wirtschaftsteil.

## Geographische Lage
Das Alte Forsthaus Rehsiepen befindet sich im Hochsauerlandkreis im östlichen Bereich der Stadt Schmallenberg, unweit der Grenze zur Nachbarstadt Winterberg. Es liegt im Ortsteil Rehsiepen in Einzellage auf 600 m Höhe im oberen Sorpetal.

## Architektur
Bei dem ehemaligen Revierförsterdienstgehöft handelt es sich um ein 1884/85 erbautes Querdeelenhaus, bei dem Wohn- und landwirtschaftliche Nutzräume unter einem Dach vereint sind und durch die quer angeordnete Deele (Diele) getrennt werden. Das eingeschossige Gebäude ist von der Traufseite her erschlossen. Die Haustür des verschieferten Wohnteils nimmt die Mittelachse der Wandöffnungen ein, und der verputzte Wirtschaftsteil ist mit einem segmentbogigen Tennentor ausgestattet. Von der Tenne führen Türen zum Wohn- und zum Wirtschaftsteil. Das Satteldach des Gebäudes mit den starken Dachüberständen ist mit Naturschiefer gedeckt. Die 1996 nach alten Fotos wieder angefertigten Schwebegiebel galten zur Bauzeit fast als Synonym für Forsthäuser. Die altdeutsche Dachdeckung, die Schwebegiebel und die originalen Faschenfenster bezeugen die Bewahrung der handwerklichen Tradition.

## Historische Bedeutung
Das ehemalige Forsthaus ist – dank seiner heutigen Eigentümer – noch weitgehend im ursprünglichen Bauzustand erhalten. Mit einer Vielzahl von historischen Elementen des Bauens und Wohnens – vom Backofen im Keller über die Räucherkammer im Dachraum bis zur Tenne mit Natursteinpflasterung in Fischgrätmuster – ist es aufgrund seiner hohen Authentizität nicht nur für die Stadt Schmallenberg, sondern für das Sauerland von überdurchschnittlicher Bedeutung. Deshalb wurde es 1990 als Baudenkmal in die Denkmalliste aufgenommen.
Die umgebenden Freiflächen mit dem Garten in historischer Anlage, der zugleich mit dem Forsthaus angepflanzte Baumbestand sowie die Feuchtwiesen und Viehweiden bezeugen nicht nur die frühere Lebensführung von Forstbediensteten, sondern auch die zeitgenössischen Vorstellungen über die Gestaltung der Natur. Die Denkmaleintragung wurde deshalb im Jahr 2007 auf diese Grundstücksflächen erweitert, da sie im Zusammenhang mit dem Gebäude in „volkskundlicher und wissenschaftlicher Hinsicht“ als bedeutend anzusehen sind.

## Geschichte

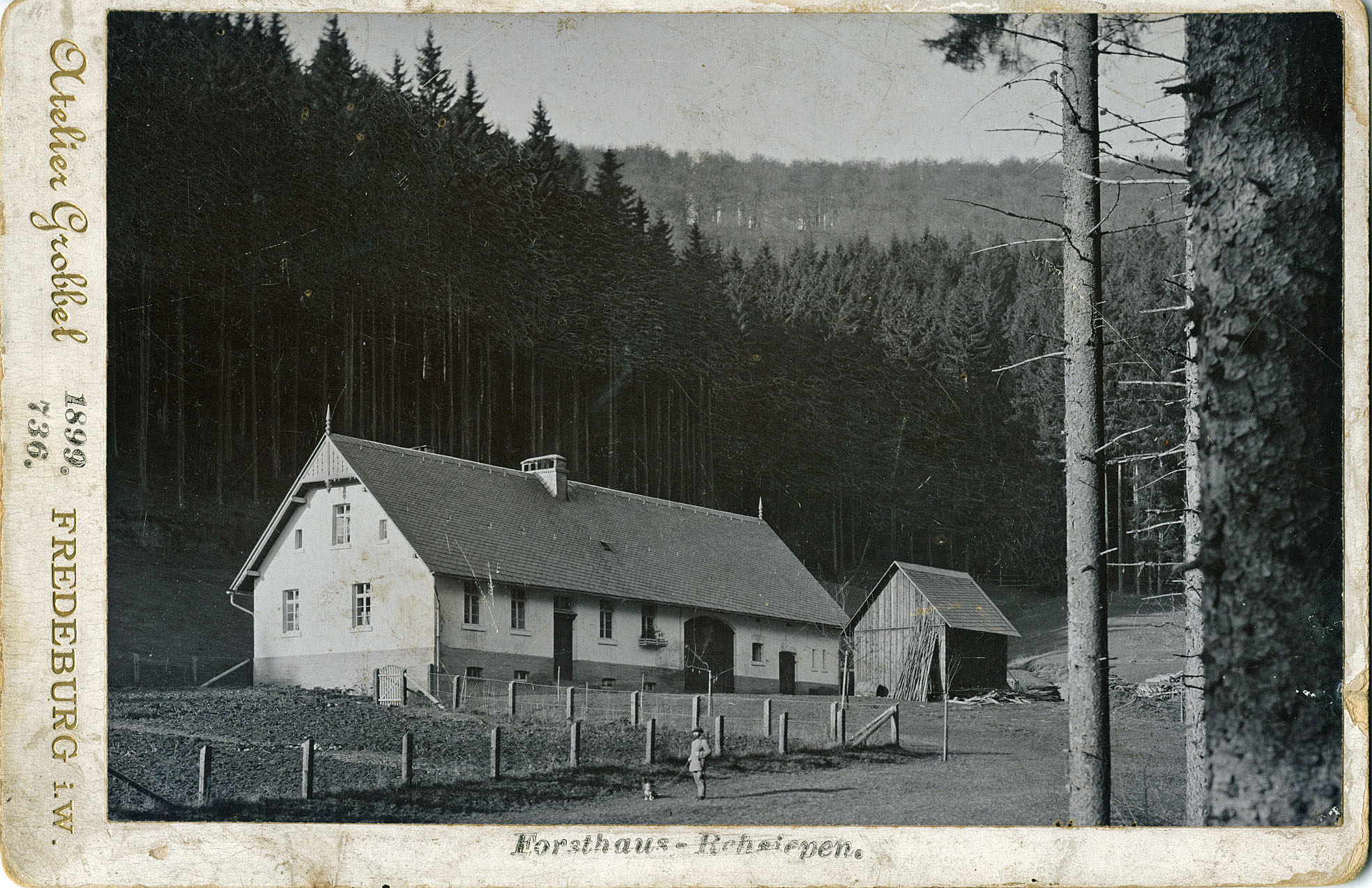
Erste Ansichtskarte des Forsthauses in Rehsiepen von 1899, 14 Jahre nach der Erbauung

Die Geschichte des Forsthauses Rehsiepen ist eng verknüpft mit der Geschichte des Forstschutzbezirkes Sorpe, aber auch mit der Geschichte des Dorfes Rehsiepen und seiner Bewohner.

### Vorgängerbau in Mittelsorpe
Damit die 2200 Morgen umfassenden Sorper Waldungen ordnungsgemäß bewirtschaftet werden konnten, baute man 1808 das erste „Revierförster-Etablissement“ in Mittelsorpe. Wegen des geringen Grundbesitzes in Mittelsorpe wurden dem Königlichen Förster Schmitt bereits 1820 „… in dem Rehseifen bei Sorpe … gelegene Ackerländereien und Wiesen… verpachtet“. Seitdem hatten die Mittelsorper Förster den größten Teil ihrer Dienstländereien am Rande des späteren Dorfes Rehsiepen.

### Neubau in Rehsiepen
Bauliche Mängel wegen des feuchten Untergrundes, fehlendes Wirtschaftsland, weite Wege ins Revier und dazu der viele Ärger mit den abseits gelegenen Dienstländereien in Rehsiepen führten schließlich dazu, ein neues Forsthaus, nun in Rehsiepen, zu erbauen. Rehsiepen ist das höchstgelegene Dorf des Sorpetals und zugleich die jüngste Ansiedlung; 1824 errichteten zwei Köhlerfamilien hier als erste je ein bescheidenes „festes Haus“. In der Oberkirchener Statistik taucht Rehsiepen erstmals 1840 auf. Es zählte damals in 5 Häusern 47 Einwohner, deren Viehreichtum aus 4 Kühen, 1 Rind und 1 Schwein bestand.
Im Mai 1884 fand die öffentliche Ausschreibung zum Neubau eines Försterhauses mit Wirtschaftsgebäude, veranschlagt zu 11.300 Mark, statt. Im Oktober 1885 konnte es bezogen werden, und das Mittelsorper Forsthaus wurde zum Abbruch versteigert.
Im Laufe der Jahre bewohnten 13 Förster mit ihren Familien und Nutztieren das Rehsieper Forsthaus; zeitweise lebten obendrein Fremdarbeiter und Heimatvertriebene unter dem Dach des Hauses. Als 1969 wieder ein Stellenwechsel anstand, auch umfangreiche Renovierungsarbeiten und zeitgemäße Umbaumaßnahmen erforderlich waren, entschloss sich der Fiskus zum Bau eines neuen Forsthauses. In jener Zeit verloren viele „Amtswohnhäuser“ ihre angestammte Nutzung. So wurde im Januar 1971 auch dieses Forstgebäude „in landschaftlich sehr schöner Lage gegen schriftliches Meistgebot“ zum Verkauf angeboten.

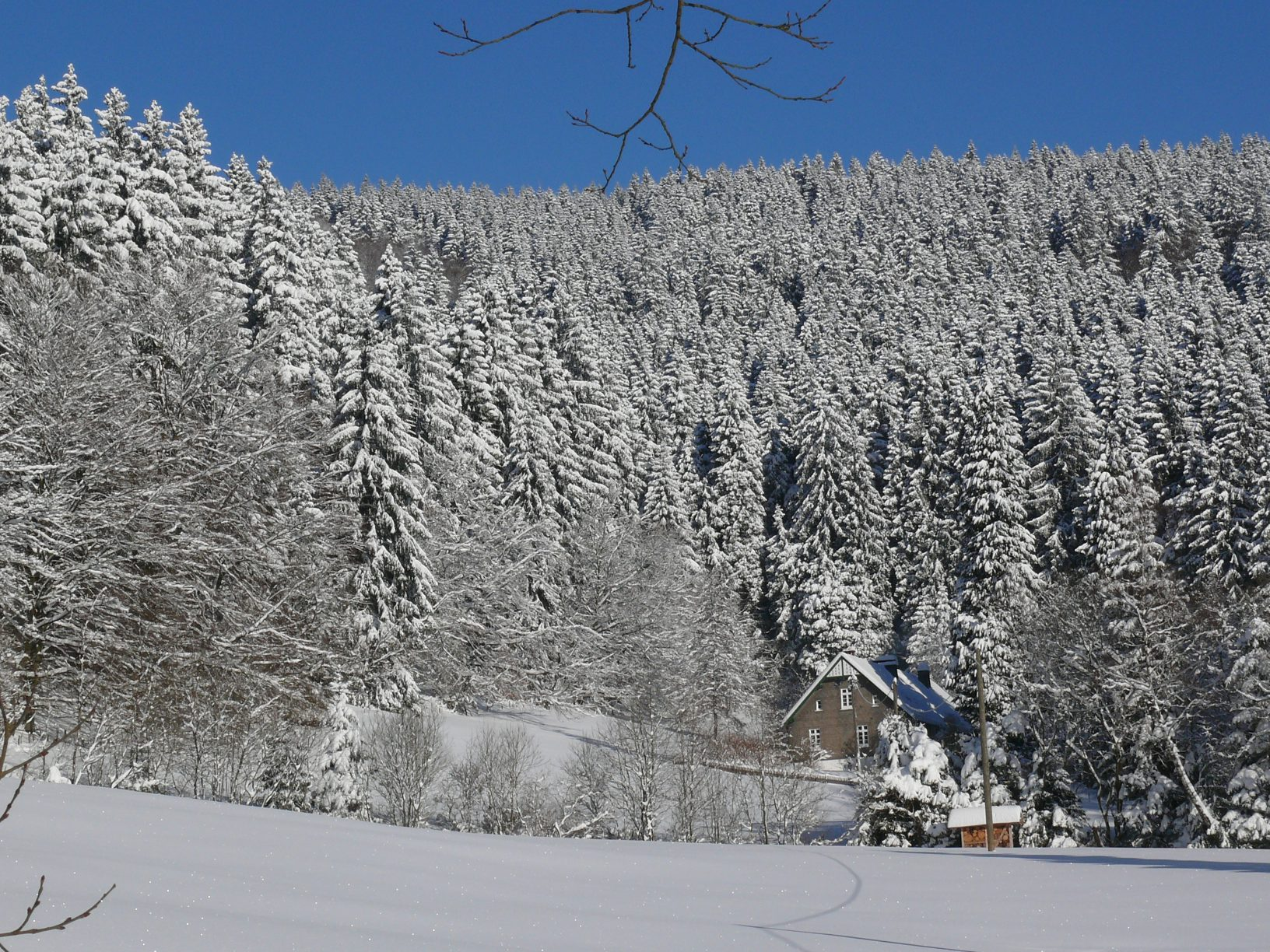
Winterzauber um das alte Forsthaus, fernab urbaner Zivilisation

### Stiftung Altes Forsthaus Rehsiepen
85 Jahre hatte das Forsthaus Rehsiepen als Revierförster-Dienstgehöft Verwendung gefunden. Durch die Briefversteigerung kam es in den Besitz des Lehrers Peter Michels und seiner Frau Bärbel, die das Haus bewohnen. Sie haben sich dafür entschieden, ihr Heim möglichst authentisch zu erhalten und auf grundlegende Veränderungen zu verzichten. Die zum Anwesen gehörenden Flächen werden landwirtschaftlich genutzt.
Da das Ehepaar keine Nachkommen hat, entschied es sich 2009, seinen Nachlass in die selbstständige, gemeinnützige Stiftung „Altes Forsthaus Rehsiepen“ einzubringen. Zentrale Aufgabe ist die dauerhafte Nutzung und Erhaltung des Alten Forsthauses nebst Garten und den umgebenden Freiflächen in ihrer historischen Erscheinung, die Unterstützung von Projekten im Bereich Denkmal- und Naturschutz und die Erforschung historischer Bau- und Lebensformen in Südwestfalen.
Die Stiftung kaufte mehrfach Offenlandbereiche, z. B. im Naturschutzgebiet Heckenlandschaft Braunshausen, die dann extensiv genutzt wurden.